# Ictidosaurus
Ictidosaurus is een geslacht van uitgestorven therapsiden dat voorkomt in de Abrahamskraal-formatie van Zuid-Afrika en leefde tijdens het Midden-Perm. Fossielen van de typesoort werden gevonden in de Tapinocephalus (Capitanien, 265,8-260,4 miljoen jaar) en de basis van de Eodicynodon (Wordien, 268-265,8 miljoen jaar) verzamelzones van het Karoobekken. Oudere classificaties van de soort, samen met vele andere exemplaren gevonden in de archieven van het Iziko South African Museum, werden oorspronkelijk geclassificeerd onder therocephalide familienamen, in dit geval de Ictidosauridae, die opnieuw is geclassificeerd als behorend tot de Scylacosauridae.

## Naamgeving
De typesoort Ictidosaurus angusticeps werd in 1903 benoemd door Robert Broom. De geslachtsnaam is afgeleid van het Grieks iktis, 'wezel'. De soortaanduiding betekent 'de smalkop'.
Het holotype SAM-PK-630 (NMQR 2910) werd bij Beaufort Wes gevonden in een laag van de Middle Abrahamskraalformatie, deel van de Tapinocephalus-faunazone. Het bestaat uit een snuit met onderkaak.

## Beschrijving

### Type-exemplaar
De schedel was 168 millimeter lang van de snuit tot de achterkant van de linkeronderkaak, eenenveertig millimeter over de schedel tussen de hoektanden en eenenveertig millimeter hoog, en is zwaar verstoord door breuken en vormingen van botstructuren, waarbij de rechterkant het best bewaarde deel van de schedel is. Aan de ene kant werden zestien tot zeventien tanden geïdentificeerd en aan de andere kant tien, die niet palataal waren. Het bovengebit bestaat uit zes cilindrische voortanden, een distale punt van een precanine, een grote hoektand en achttien laterale convexe postcaninen met enkele kegel (negen aan elke kant), waarvan de eerste door diastema van de hoektand is gescheiden. Kartelingen op de tanden zijn te vinden op drie van de snijtanden, op de achterkant van de hoektand, en de voorste en achterste van de derde postcanine aan de linkerkant, die bezig is met doorbreken van tanden. Het grote aantal posthoekcaninen wordt toegeschreven aan de lengte van de schedel. Het nasale uitsteeksel van de premaxilla bereikt het niveau van de achterste randen van de neusgaten. De soort heeft veel kenmerken gemeen met andere vroege en meer basale Therocephalia, zoals gekartelde tanden, drie onderste voortanden, een hellende kin en losse symphysis, maar onderscheidt zich door zijn kleine marginale maxillaire precaninen, evenals de zes bovenste voortanden.

### Bekende exemplaren
Momenteel zijn er slechts twee collecties met dit fossiel, bekend in Zuid-Afrika. De exemplaren van deze collecties, holotype SAM-PK-630 (NMQR 2910) en SAM-PK-77957 (AMNH 5527), hebben beide de voorste delen van hun snuit en kaken in occlusie, waardoor de anatomie van het verhemelte onbekend is. Desondanks zijn de schedels gebruikt om Ictidosaurus angusticeps te onderscheiden van Glanosuchus macrops doordat Ictidosaurus angusticeps precaninen bezit, bevestigd door een CAT-scan.

## Verspreiding
De gevonden exemplaren zouden hebben geleefd tijdens het Perm van Zuid-Afrika, zo'n 265 tot 259 miljoen jaar geleden. De twee bekende exemplaren komen uit een rivierdelta-vlakte en een terrestrische afzettingsomgeving, waarbij de typelocatie zich in de buurt van Beaufort Wes (32,3° Z, 22,6° E) bevindt, West-Kaap, Zuid-Afrika. Deze plaats bevond zich tijdens het Perm op wat tegenwoordig de Drake Passage is (60,0° ZB, 34,1° WL), tussen Zuid-Amerika en Antarctica.